# Excrecencia

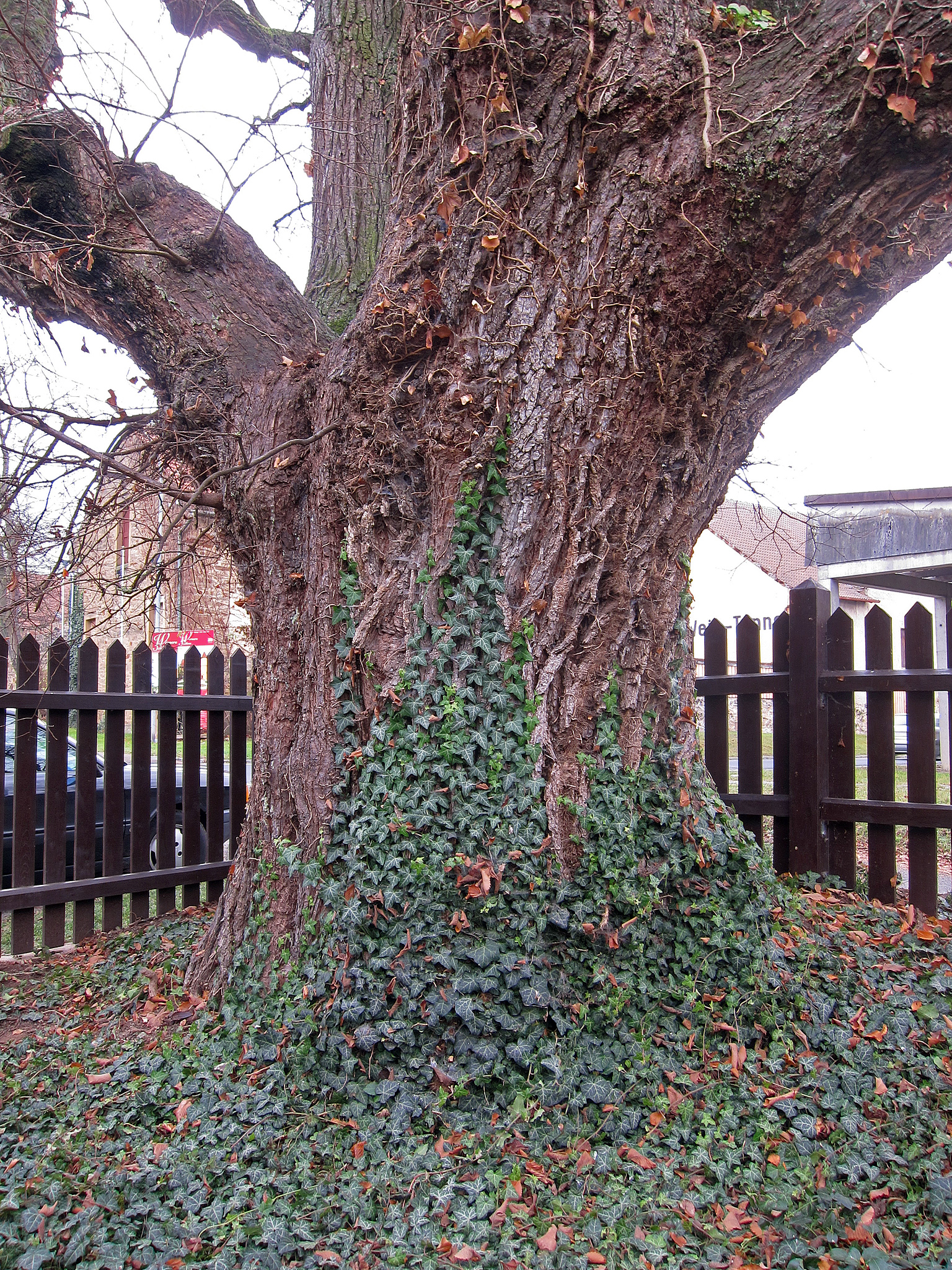
Tronco de olmo con excrecencias

Entendemos por excrecencia una protuberancia que se establece en las carnes y en la superficie de las diferentes partes del cuerpo.
Entre los tumores de esta naturaleza se cuentan las verrugas, el polipodios lobanillos, las crestas y los condilomas.
La excrecencia depende de una abundancia de jugos nutricios, de la relajación de las partes en que se forma o de cualquier solución continua. Los virus pueden también producirla; su formación es siempre muy lenta y casi imperceptible.

## Veterinaria
Se da en general esta denominación a todo tumor que se forma sobre la superficie de las partes del cuerpo de los animales. Así, los higos, los lobanillos, las carnosidades que se forman en las úlceras son excrescencias.

## Agricultura
La superabundancia o el reflujo de la savia ocasionan las excrecencias en las plantas, pero el primer caso es muy raro y muy frecuente el segundo. Siempre que se pode o corte un árbol fuera de tiempo y se le quite mucha madera, se puede casi seguramente esperar que aparezcan en él tuberosidades como en los olmos, fresnos, álamos de toda especie etc. o goteras o cáncer como en las moreras o goma como en los albaricoques y en todos los árboles frutales de hueso.
Son frecuentes en los olmos que se podan en tres años consecutivos durante la savia de agosto a fin de conservar la hoja para alimentar los ganados en invierno. Estas excrecencias adquieren regularmente un volumen prodigioso, pero a costa del árbol, pues se enflaquece insensiblemente por la sustracción de la savia que absorbe la excrecencia.